# Fabio Turchi
Fabio Turchi (* 24. Juli 1993 in Florenz) ist ein italienischer Profiboxer im Cruisergewicht. Als Amateur boxte er im Schwergewicht.

## Erfolge
Er gewann 2010 eine Bronzemedaille bei den Jugend-Weltmeisterschaften in Baku. Daraufhin war er für die Olympischen Jugend-Sommerspiele 2010 in Singapur qualifiziert und gewann dort die Silbermedaille.
In der Elite-Klasse wurde er 2012 und 2013 Italienischer Meister, gewann die Mittelmeerspiele 2013 in Mersin durch Finalsieg gegen Josip Filipi und die Silbermedaille bei den Militär-Weltmeisterschaften 2014 in Almaty.
Im Oktober 2015 gab er seinen Einstand als Profi und gewann im Dezember 2016 die italienische Meisterschaft im Cruisergewicht. Im Juli 2017 gewann er zusätzlich den Titel WBC International Silver, den er zwei Mal verteidigen konnte. Im April 2019 sicherte er sich den Titel WBC International, welchen er in der ersten Titelverteidigung an Tommy McCarthy verlor.
Im Oktober 2020 gewann er gegen Nikolajs Grišuņins den Titel IBF-International. Im April 2021 besiegte er Dylan Bregeon beim Kampf um den Titel EBU European Union.